# Esferoide
|        |        |         |
| oblato | oblato | prolato |

Um esferoide ou elipsoide de revolução é uma superfície quádrica em três dimensões obtida através da rotação de uma elipse ao redor de um de seus eixos principais.
Se a elipse for rotacionada ao redor de seu eixo principal, esta superfície é chamada de esferoide oval (similar ao formato de uma bola de futebol americano).
Se o eixo menor for escolhido, a superfície é chamada de esferoide achatado (similar ao formado do planeta Terra ou de uma abóbora).
Um esferoide pode também ser caracterizado com um elipsoide possuindo dois semi-eixos iguais (b = c), como representado pela equação 
{\displaystyle {\frac {x^{2}}{a^{2}}}+{\frac {y^{2}}{b^{2}}}+{\frac {z^{2}}{b^{2}}}=1}
Um esferoide prolato possui o semi-eixo de rotação maior que os demais semi-eixos (a > b, c), podendo se assemelhar a um kibe, e o esferoide oblato possui seu semi-eixo de rotação menor que os demais semi-eixos (a < b, c), podendo se assemelhar a um disco.
A esfera é um caso especial do esferoide no qual a elipse rotacionada é um círculo.

## Volume
O volume de um esferoide prolato é dada pela fórmula
- V = {\displaystyle {\frac {4}{3}}\pi ab^{2}}

O volume de um esferoide oblato é dada pela fórmula 
- V = {\displaystyle {\frac {4}{3}}\pi a^{2}b}

onde
- V é o volume do esferoide
- a é o comprimento do semi-eixo maior
- b é o comprimento do semi-eixo menor

## Área da superfície
A área do superfície de um esferoide prolato é dada pela fórmula
A = {\displaystyle 2\pi b\left(b+a{\frac {\arcsin {e}}{e}}\right).\,\!}
A área da superfície de um esferoide oblato é dada pela fórmula 
A = {\displaystyle \pi \left(2a^{2}+{\frac {b^{2}}{e}}\log \left({\frac {1+e}{1-e}}\right)\right).\,\!}
onde
- A é a área da superfície do esferoide
- a é o comprimento do semi-eixo maior
- b é o comprimento do semi-eixo menor
- e é a excentricidade da elipse